# Open Budget
Система Відкритий бюджет — спеціальний портал, який розробили фахівці Центру політичних студій та аналітики (Центр Ейдос), завдяки механізму якого будь-яка державна установа має можливість зробити зручну й зрозумілу візуалізацію своєї бюджетної інформації. Інфографіки можна звантажувати та використовувати при написанні звітів та релізів на офіційних сайтах. А найважливіше, що тепер кожен громадянин може через зрозумілу схему ознайомитися з основними бюджетними показниками свого міста чи області.
У різний час розробка системи фінансувалась Європейським союзом, Фондом «Відродження», Програмами розвитку ООН, Американським домом, Open Knowledge Foundation та іншими.

## Що дає Відкритий бюджет чиновнику?
Відкритий бюджет – це простий та зручний формат представлення бюджетної інформації. Він перетворює бюджетні таблиці та бази даних в інтерактивну інфографіку, зрозумілу пересічному громадянину. Використання системи є безкоштовним для українських органів влади. 
Механізми та інструменти, які можна використати завдяки системі відкритого бюджету: 
- візуалізація усіх доходів та видатків міста, району чи області;
- кореляція показників міста, в якому проживає громадянин з іншими містами;
- створення та моніторинг карти для відображення поточних ремонтів;
- інтерактивна візуалізація, якою можна ділитись на сайт своєї ради або передати в онлайн-ЗМІ.

Кожен модуль працює незалежно від решти та може бути запроваджений автономно. При цьому система настільки проста, що не потребує участі програмістів зі сторони місцевої влади. Приготування власної «історії успіху» займе від тридцяти хвилин до кількох годин.

## Що дає Відкритий бюджет громаді?
Відкритий бюджет – це простий, зручний та зрозумілий формат представлення бюджетної інформації для громадян. У ньому складні фінансові звітності подаються у зрозумілих та якісних візуалізаціях.
У системі відкритого бюджету є доступна наступна інформація:
- звітності та інформація щодо витрачених коштів з податків кожного громадянина;
- вартість ремонтних робіт та проконтролювати їх якість;
- бюджет вашого міста, який можна порівняти з іншими містами;
- зміни по конкретних роках у фінансових показників вашого міста/області/району;
- доступ до найбільшої відкритої бібліотеки літератури з контролю за бюджетами.

## Недоліки та проблеми впровадження Відкритого бюджету
1. Системи аналізу та візуалізації бюджетів коштують занадто дорого, є занадто складними або не працюють з українськими бюджетними файлами
2. Серед персоналу рад немає власних програміста, аналітика, дизайнера, які можуть створити візуалізації бюджетної інформації
3. Не вистачає людей та ресурсів для контролю за ремонтами та іншими плановими роботами в місті
4. Громадяни не беруть участі в житті міста і ніяк не залучені до бюджетних процесів Не існує інструментів, які допоможуть проаналізувати бюджети інших міст та залучити кращі бюджетні практики
5. Поточна зайнятість не дозволяє проаналізувати показники розвитку міста/району/області
6. Громадяни не знають і не розуміють, як і на що місцева влада витрачає їх податки
7. Бюджетні файли, які надає місцева влада, є ускладненими та незрозумілими, часто їх неможливо відкрити без спеціалізованого програмного забезпечення
8. Відсутність карт ремонтів доріг, через що неможливо перевірити та проконтролювати якість та вартість ремонтних робіт у місті або області
9. Місцева влада не розміщує у відкритому доступі фінансові документи або ж їх складно знайти на сайті ради
10. Неможливо зрозуміти, наскільки якісно працює місцева влада у порівнянні з іншими містами/областями
11. Громадяни не знають про те, як вони можуть впливати на формування бюджету міста/області/району
12. Без спеціальних досліджень неможливо дізнатися, як змінюються фінансові показники міста протягом років